# سرخرگ ارتباطی پیشین
سرخرگ ارتباطی پیشین (به انگلیسی: Anterior communicating artery) یکی از اجزای حلقه ویلیس  است که باعث ارتباط دو سرخرگ مغزی پیشین  می‌گردد. سرخرگ مغزی پیشین را با توجه سرخرگ ارتباطی پیشین به دو قسمت تقسیم می‌کنند:
- بخش قاعده‌ای (A1) که از سرخرگ سبات داخلی تا سرخرگ ارتباطی پیشین امتداد دارد.
- بخش بین نیمکره‌ای (A2) که از سرخرگ ارتباطی پیشین به طرف انتها (دیستال)ی سرخرگ مغزی پیشین امتداد می‌یابد

درصورت انسداد در قسمت A1، سرخرگ ارتباطی پیشین می‌تواند از بروز نقایص نورولوژیکی جلوگیری کند. اگر انسداد در بخش A2 باشد، منجر به بروز علایم و نقایص نورولوژیکی در سمت مقابل می‌گردد.